# لئون سیر
لئون سیر (انگلیسی: Léon Scieur; ۱۸ مارس ۱۸۸۸ – ۷ اکتبر ۱۹۶۹) دوچرخه‌سوار اهل بلژیک بود.